# シュレスヴィヒ・ホルシュタイン (戦艦)
| Schlesien and Schleswig-Holstein |                                                                                 |
| 艦歴                             |                                                                                 |
| 起工:                            | 1905年8月18日                                                                   |
| 進水:                            | 1906年12月17日                                                                  |
| 就役:                            | 1908年7月6日                                                                    |
| 退役:                            | 1945年1月25日                                                                   |
| その後:                          | 1945年3月21日、閉塞船として自沈。                                               |
| 性能諸元                         |                                                                                 |
| 排水量:                          | 基準：13,200トン 満載：14,218トン                                               |
| 全長:                            | 127.6m                                                                          |
| 全幅:                            | 22.2m                                                                           |
| 吃水:                            | 7.7m                                                                            |
| 機関:                            | 19,330hp                                                                        |
| 最大速:                          | 19.1 ノット                                                                     |
| 航続距離:                        |                                                                                 |
| 乗員:                            | 743名                                                                           |
| 兵装（竣工時）:                  | 40口径28cm連装砲塔2基 40口径17cm砲14基 8.8cm砲22門 45cm(17.7インチ)魚雷発射管6  |
| 兵装（1926年）:                  | 40口径28cm連装砲塔2基 45口径15cm砲12門 8.8cm砲8門 50cm(19.7インチ)魚雷発射管4基 |

シュレスヴィヒ・ホルシュタイン (ドイツ語:SMS Schleswig-Holstein シュレースヴィヒ・ホルシュタイン ) は、ドイツ海軍の戦艦である。艦名はドイツ北部のシュレースヴィヒ＝ホルシュタイン州に因んで命名された。ドイッチュラント級戦艦の一隻。いわゆる前弩級戦艦であり、ドイツ帝国海軍の軍艦として第一次世界大戦のユトランド沖海戦にも参加した。
ドイツ（ヴァイマル共和政）が諸外国と締結したヴェルサイユ条約により、ヴァイマル共和国軍の海軍 (Reichsmarine) でも保有を許された。本艦と姉妹艦シュレジェン (SMS Schlesien) は、海軍休日時代に改装を受け、シュレジェン級と分類される場合がある。外観的には、煙突が3本から2本にまとめられ、艦橋やマストが改造されている。練習艦として運用された。
ナチスのドイツ再軍備宣言によりドイツ海軍 (Kriegsmarine) 所属となる。第二次世界大戦ではポーランド侵攻で実戦に参加（ヴェステルプラッテ攻防戦）、クラカンプ艦長の指揮下で艦砲射撃をおこなった。ヴェーザー演習作戦（デンマーク侵攻作戦）に参加した後、練習艦任務にもどる。大戦末期の1944年12月にゴーデンハーフェンでイギリス空軍の空襲を受け大破、放棄された。その後、ソ連軍の侵攻に伴い閉塞船として自沈した。

## 艦歴
シュレスヴィヒ・ホルシュタインは、ドイツ帝国の第二次艦隊法により建造されたドイッチュラント級戦艦である。本級はブラウンシュヴァイク級戦艦の改良型であった。ただしイギリスが1906年12月に戦艦ドレッドノート (HMS Dreadnought) を完成させ弩級戦艦時代が始まったので、建造中に第二線級の戦力（前弩級戦艦）になってしまった。本艦はキールのゲルマニア造船所で建造され、1905年8月に起工、1906年12月17日に進水、1908年7月6日に就役した。
第一次世界大戦においては、ユトランド沖海戦に参加している（ユトランド沖海戦、戦闘序列）。世界大戦末期には人員不足から宿泊艦となった。その後、ドイツ帝国が革命によって倒れてヴァイマル共和政が樹立し、ヴェルサイユ条約が結ばれる。ヴァイマル共和国軍が保有を許された旧式戦艦は常備6隻と予備2隻であり、20年後に建造可能となる代艦も主砲口径11インチ以下、排水量1万トン以内という制限を課せられた。

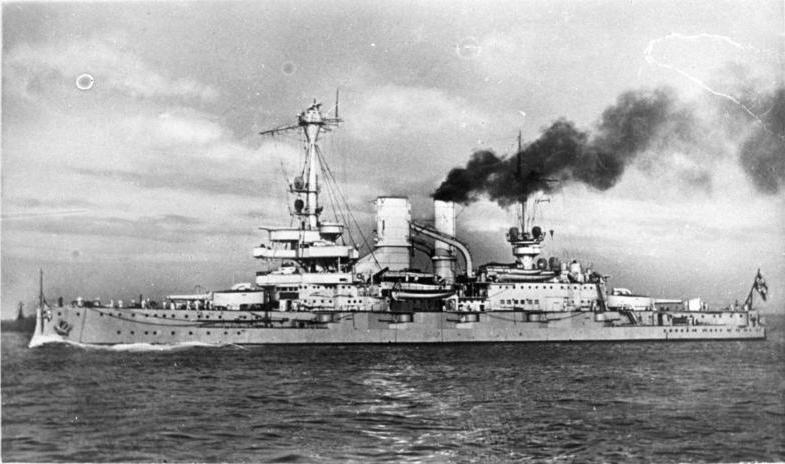
近代化改装後のシュレスヴィヒ＝ホルシュタイン

本艦は1926年まで改修作業を行い、三本あった煙突は二本に統合された。また副砲の換装や高角砲の増設などもおこなっている。1926年から1935年まで本艦はヴァイマル共和国海軍 (Reichsmarine) の旗艦であり、名実ともに主力艦であった。2隻は旧式であったが巨大で印象的だったので、碇泊すると見物のために大勢の民間人が集まってきたという。
同時代、ヴァイマル共和国はヴェルサイユ条約の規定下で、ドイッチュラント級装甲艦の建造を開始する。
技術革新により装備が陳腐化したことにより、本艦は1936年に練習艦へ変更された。なおナチスによる権力掌握後、1935年3月の再軍備宣言により、ヴァイマル共和国軍 (Reichswehr) はドイツ国防軍 (Wehrmacht) に改変され、共和国海軍 (Reichsmarine) もドイツ海軍 (Kriegsmarine) となった。

## 第二次世界大戦

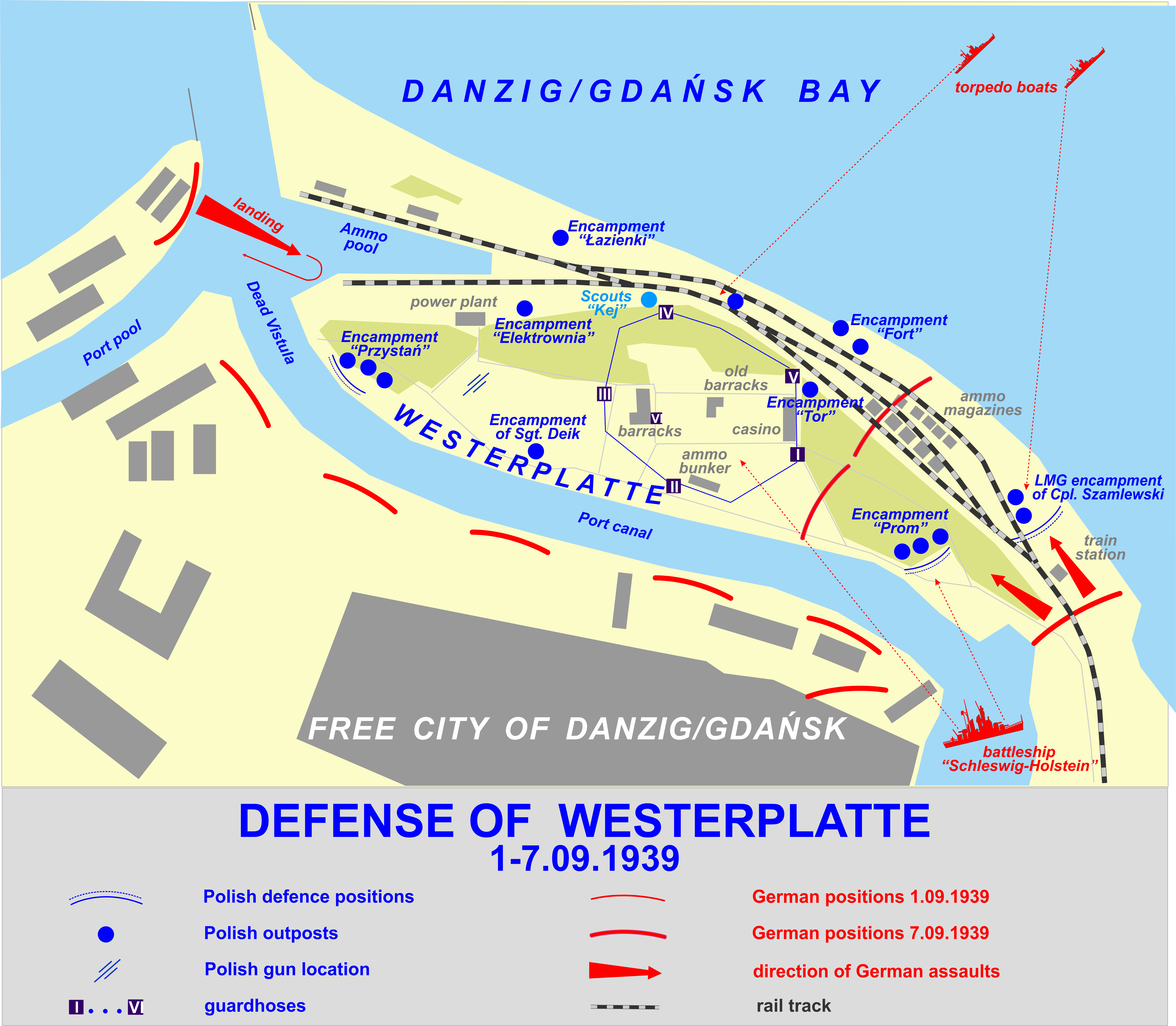
ヴェステルプラッテ要塞戦における配置図

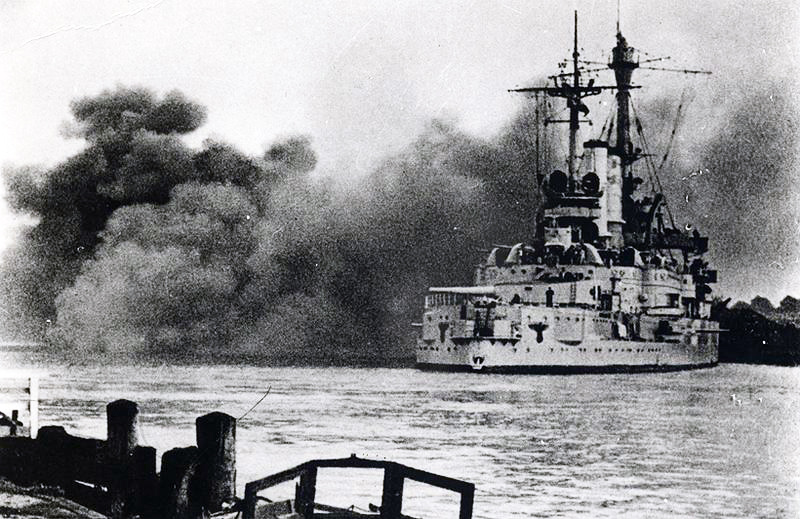
ポーランド軍守備隊に艦砲射撃をおこなうシュレスヴィヒ＝ホルシュタイン

シュレスヴィヒ＝ホルシュタイン（グスタフ・クラインカンプ艦長）はポーランド侵攻作戦の発動に伴い、バルト海に派遣されてドイツ陸軍を支援する任務を与えられた。この作戦に参加したドイツ艦隊を指揮していたのは、コンラート・アルブレヒト海軍上級大将であった。
1939年8月25日、第一次世界大戦で沈んだ巡洋艦マクデブルク (SMS Magdeburg) 追悼式典に参加するという名目で自由都市ダンツィヒに到着し、ポーランド領ヴェステルプラッテに近い水路に停泊した。1939年9月1日午前4時45分、グダニスク湾に停泊中の本艦は、ポーランド陸軍の要塞守備隊に向けて砲撃を開始する。このヴェステルプラッテ攻防戦で本艦が発砲した28センチ砲弾こそ、第二次世界大戦の幕開けであった。艦砲射撃と同時に、本艦より海軍突撃歩兵中隊（ウィルヘルム・ヘニクセン中尉）が要塞攻略のために出撃したが、ポーランド軍守備隊の反撃で苦戦している。ダンツィヒ市街でもポーランド郵便局攻防戦が起きた。
9月7日、ヴェステルプラッテ要塞は陥落した。本艦と応援にきた姉妹艦シュレジェンはオクシヴィエやレドウォボ、グディニャ攻防戦、ヘル半島のヘル要塞地帯（ヘルの戦い）など、ダンツィヒ一帯のポーランド軍陣地砲撃にあたった。9月19日朝にも本艦はダンツィヒからポーランド軍陣地に艦砲射撃をおこなったが、同日午後にはヒトラー総統がダンツィヒに入城している。翌20日、ヒトラーは陥落した要塞を訪れ、本艦も視察している。ポーランド戦役後、両艦とも「老いた役馬が年金つきで牧場へ引退するように」港湾用務と練習艦という本来の職務にもどった。
1940年4月9日、シュレスヴィヒ・ホルシュタインはヴェーザー演習作戦の一員としてデンマーク侵攻作戦に参加した（ヴェーザー演習作戦、ドイツ軍戦闘序列）。その後再び練習艦に戻ったが、人員不足の為、1940年8月末から警備班など少数の維持要員を残した予備艦となり、対空砲を撤去された状態でしばらくの間ゴーテンハーフェンに繋留されていた。バルト海では、補助的な砕氷艦としても使用された。

1944年9月に本艦は対空砲を増設され、ゴーテンハーフェンで浮き砲台として利用された。1944年12月18日、同地がイギリス空軍の空襲を受けた際に三発の爆弾が命中し、水深12mの港内に着底した。その時点で上部は水面上にあった為に兵装は使用可能であったが、12月20日に大火災に見舞われ、艦の機能は失われた。
シュレスヴィヒ・ホルシュタインは1945年1月25日に退役となる。艦を降りた乗組員達は地上戦に転用され、マリーエンブルク周辺の防衛戦に投入された。港の入口に曳航され、閉塞船として自沈した（閉塞作戦）。3月27日には、廃船状態になっていた戦艦グナイゼナウが沈んだ本艦の側に曳航されてきて、閉塞船として自沈している。その24時間後、ゴーテンハーフェンはソ連軍によって占領された。

## 末路
第二次世界大戦後、シュレスヴィヒ・ホルシュタインはソ連軍によって引き上げられ、タリンに曳航された後ボロジノ(ロシア語:Бородиноバラヂナー)と改名された。1948年にバルト海のオドスムサール島の近くに沈められた。ボロジノはその後も1960年代まで標的艦として使用された。船体の残骸は現在も確認できる。
ドレスデンのドイツ連邦軍軍事史博物館には、シュレスヴィヒ・ホルシュタインで使用されていた船鐘が保存されている。

## 登場作品
ヴェステルプラッテ (映画)
1967年の歴史ドラマ。本艦が対地砲撃をおこなう実写映像を使用している。
ヴェステルプラッテの謎
2013年公開の歴史映画。シュレスヴィヒ・ホルシュタインはCGで再現している。
戦艦少女R
艦船擬人化されて登場。分類はモニター艦。

### 注
1. ↑  舊戰艦シユレェージェン(一九〇八年竣工)[6]　排水量一三二〇〇噸、時速一八節。一九一六年に改造の結果、一部に武装が施された。
2. ↑  ドイツの公式発表でも「練習艦」と表記している[9][10]。
3. ↑  戰艦“シュレスウイヒ・ホルシユタイン　Schleswig Holstein”[11]　全要目｛排水量13,040噸　速力18節　備砲28糎砲4門　15糎砲14門　8.8糎高角砲4門　魚雷發射管(50糎)4門　起工1905年8月　竣工1908年9月　建造所ダンチツヒ・シシヤウ｝ 世界大戰に破れた獨逸の手に殘つた舊超弩級戰艦の一隻で、ポケツト戰艦の生れるまで海の護りに任じたと言ふよりも、新海軍誕生の母體となつた唯一の戰艦で今日尚ほ多くの兵學校、下士官兵學校生との練習艦として活躍してゐる。然し今では機關を改装して速力は増し航空機に對する兵装や諸般の兵器の近代化によつて、外形こそ舊態を殘してゐても、内容は全く新時代の戰艦である。ポケツト戰艦が外洋へ進出するための艦であればこれは母國の領土を守る警備艦隊の主力部隊であらうか、1936年末練習戰艦に編入され現在に至つてゐる。
4. ↑  この時点で現役の本級は2隻（ホルシュタイン、シュレジェン）だけだった[12]。他にハノーファーが標的艦として使用されていた[13]。
5. 1 2  ナチス占領時代、グディニャ (Gdynia) はゴーデンハーフェン (Gotenhafen) と改名されていた[17][18]。
6. ↑  前弩級戦艦8隻（ブラウンシュヴァイク、エルザス、ハノーヴァー、ヘッセン、シュレスヴィッヒ＝ホルシュタイン、ロートリンゲン、プロイセン、シュレジエン）[26]。
7. ↑  戰艦ドイッチェラント(一九三三年春竣工)[6]　基準排水量一〇〇〇〇噸、時速二六節。同型艦アドミラール・シェール及びアドミラール・グラフ・スピーと共に武装船として置かれてある。華府條約認容の軍備は戰艦六隻を現役に二隻を保留に附し、この年限は二〇年間。基準排水量一〇〇〇〇噸以上の艦船を補充すべからずと規定されてある。
8. ↑  ネームシップの戦艦ドイッチュラント (SMS Deutschland) は、1922年に解体された[12]。
9. ↑  第二次世界大戦直前、海軍籍に残ったのは2隻（シュレスヴィッヒ・ホルシュタイン、シュレージェン）になった[7]。
10. ↑  戦艦プロイセンの代艦が装甲艦ドイッチュラント、戦艦ロートリンゲンの代艦が装甲艦アドミラル・シェーア、戦艦ブラウンシュバイクの代艦が装甲艦アドミラル・グラーフ・シュペーであった[31]。
11. ↑  ただしドイツ軍は本艦の砲撃前にヒムラー作戦（英語版、ポーランド語版）という偽旗作戦（特殊作戦）を実行し、小競り合いが起きている[37][38]。8月31日にはグライヴィッツ事件が起きた[39]。
12. ↑  本艦の砲撃とほぼ同時にドイツ空軍によるヴィエルニ爆撃（英語版、ポーランド語版）が行われた他、各都市に爆撃を敢行している[40]。
13. ↑  グナイゼナウは主砲を28センチ砲から38センチ砲に換装するため1942年4月上旬からゴーデンハーフェンで改装工事を受けていた[46]。その後、工事中止により同港で放置されていた[47]。

## 参考図書
- ゴードン・ウィリアムソン〔著〕、イアン・パルマ―〔カラー・イラスト〕『世界の軍艦イラストレイテッド1　German Battleships 1939-45　ドイツ海軍の戦艦　1939 ― 1945』手島尚〔訳〕、株式会社大日本絵画〈オスプレイ・ミリタリー・シリーズ　Osprey New Vanguard〉、2005年11月。ISBN 4-499-22898-0。
- エドウィン・グレイ『ヒトラーの戦艦　ドイツ戦艦7隻の栄光と悲劇』都島惟男 訳、光人社〈光人社NF文庫〉、2002年4月。ISBN 4-7698-2341-X。
- 太平洋戦争研究会、岡田幸和、谷井建三(イラストレーション)『ビッグマンスペシャル　世界の戦艦　〔 大艦巨砲編 〕　THE BATTLESHIPS OF WORLD WAR II』世界文化社、1998年11月。ISBN 4-418-98140-3。
- 太平洋戦争研究会、岡田幸和、瀬名堯彦、谷井建三(イラストレーション)『ビッグマンスペシャル　世界の戦艦　〔 弩級戦艦編 〕　BATTLESHIPS OF DREADNOUGHTS AGE』世界文化社、1999年3月。ISBN 4-418-99101-8。
- 月間雑誌「丸」編集部編『丸季刊　全特集　写真集　ドイツの戦艦　ド級前戦艦から戦艦まで全37隻のすべて　THE　MARU GRAPHIC　WINTER 1977』株式会社潮書房〈丸　Graphic・Quarterly　第27号〉、1977年7月。
- ミリタリー・クラシックス編集部、執筆（松代守弘、瀬戸利春、福田誠、伊藤龍太郎）、図面作成（田村紀雄、こがしゅうと、多田圭一）「第四章　ドイツ、フランス、イタリアの戦艦」『第二次大戦 世界の戦艦』イカロス出版〈ミリタリー選書6〉、2005年9月。ISBN 4-87149-719-4。
- Siegfried Breyer, Marine-Arsenal Band21, Podzun-Pallas-Verlag, 1992

- アジア歴史資料センター（公式）
  - 『同盟旬報第3巻第23号(通号078号)、昭和14年8月30日作成、同盟通信社』1939年。Ref.M23070015600。
  - 『同盟旬報第3巻第26号(通号079号)、昭和14年9月10日作成、同盟通信社』1939年。Ref.M23070015800。
  - 『同盟旬報第3巻第25号(通号080号)、昭和14年9月20日作成、同盟通信社』1939年。Ref.M23070016000。
  - 『同盟旬報第3巻第26号(通号081号)、昭和14年9月30日作成、同盟通信社』1939年。Ref.M23070016200。
  - 『同盟旬報第3巻第27号(通号082号)、昭和14年10月10日作成、同盟通信社』1939年。Ref.M23070016400。

- 国立国会図書館デジタルコレクション - 国立国会図書館
  - 海軍研究社編輯部 編『ポケット海軍年鑑 : 日英米仏伊独軍艦集. 1937,1940年版』海軍研究社、1937年2月。
  - 世界軍備研究会(編)『世界海軍大写真帖』帝国軍備研究社、1935年6月。